# 西寧市
西寧市（せいねい/シーニンし、簡体字: 西宁市、拼音: Xīníng）は中華人民共和国青海省の省都。五区からなる市区と二つの県から構成される地級市のひとつ。省人民政府は本市の城中区にある。人口205万人、青海省全人口518万人の40%に当り、漢族、回族、チベット族、モンゴル族などの民族が住む。
現在西寧市に住んでいる人は近年他省から移住した人が多いため、普通話（中国語）を話す者が多い。また、チベット語話者も多く住んでいる。

## 地理
青蔵高原東部辺縁、黄河支流・湟水流域に位置する。
北は青海省海東市、南は同海北チベット族自治州と接する。

## 歴史
市域の主要部は、歴史的に河西回廊の一部分を構成してきた。
紀元前121年、前漢の霍去病将軍が市域に軍事拠点・西寧亭を築いたのが始まりである。前漢末に西海郡が設置され、五胡十六国時代には南涼の国都となった。隋代に西平・河源の二郡となり、唐代後半には吐蕃に占領された。宋代に収復され西寧州が設けられたが、後に再び西夏に占領された。清代には西寧府が置かれ、甘粛省に属している。雍正のチベット分割以後、清朝の支配下に入った青海地方の青海モンゴル人や、チベット系、モンゴル系の遊牧集団「四十族(玉樹四十族)」は、この地に配置された西寧弁事大臣によって掌管されている。
ツォンカ地方（湟中県）はチベット仏教ゲルク派の宗祖ツォンカパの生誕地で、後、この地にクンブム・チャンパーリン寺が建立され、モンゴル、チベットからの巡礼者、修行僧が集い、チベット六大僧院のひとつとして繁栄した。ダライラマ14世の出生地（西寧市湟中県）としても知られる。
- 1922年5月22日 - 大地震があり、約20万人が死亡。
- 1929年 - 国民政府により甘粛省から切り離され、青海地方と合して青海省が設置され、省都となる。
- 1941年 - 日本軍による空襲を受けた。[1][2]
- 1950年 - 西寧市人民政府が正式に成立、1999年湟中県、湟源県を合併した。
- 2022年8月17日 - 集中豪雨により山腹崩壊および土石流が発生。死亡・行方不明者34人以上[3]。

## 行政区画
5市轄区・1県・1自治県を管轄する。
- 市轄区：
  - 城中区・城東区・城西区・城北区・湟中区
- 県：
  - 湟源県
- 自治県：
  - 大通回族土族自治県

| 西寧市の地図                                                   |
| -------------------------------------------------------------- |
| 城東区 城中区 城西区 城北区 湟中区 大通回族トゥ族自治県 湟源県 |

### 年表
この節の出典
- 1956年7月14日 - 青海省西寧市が地級市の西寧市に昇格。城東区・城西区・東郊区・西郊区を設置。(4区)
  - 湟中県の一部が西郊区・城西区・城東区に分割編入。
  - 互助トゥ族自治県の一部が東郊区・城東区に分割編入。
  - 大通県の一部が西郊区・東郊区に分割編入。
- 1957年12月 (2区)
  - 城東区が東郊区に編入。
  - 城西区が西郊区に編入。
- 1960年1月4日 (3区1県)
  - 東郊区・西郊区のそれぞれ一部が合併し、城中区が発足。
  - 湟中県を編入。
- 1960年4月5日 (4区2県1自治県)
  - 大通県・互助トゥ族自治県を編入。
  - 城中区が分割され、城東区・城西区が発足。
  - 西郊区が通海区に改称。
  - 東郊区が平安区に改称。
- 1961年5月 - 城西区・城東区が合併し、城区が発足。(3区2県1自治県)
- 1962年1月6日 - 湟中県・大通県・互助トゥ族自治県が省直轄県級行政区となる。(3区)
- 1962年4月16日 (1市)
  - 通海区・平安区が湟中県に編入。
  - 城区の一部が湟中県・互助トゥ族自治県に分割編入。
  - 城区を廃止。
- 1962年11月 - 一部が湟中県・互助トゥ族自治県に分割編入。(1市)
- 1963年3月7日 - 城中区・城東区・城西区を設置。(3区)
- 1966年6月30日 - 大通県を編入。(3区1県)
- 1980年1月9日 - 城中区・城東区・城西区の各一部が合併し、郊区が発足。(4区1県)
- 1985年11月6日 - 大通県が自治県に移行し、大通回族トゥ族自治県となる。(4区1自治県)
- 1986年3月5日 (4区1自治県)
  - 城西区が分割され、城西区・城北区が発足。
  - 郊区が城東区・城中区・城西区・城北区に分割編入。
- 1999年12月5日 - 海東地区湟中県・湟源県を編入。(4区2県1自治県)
- 2019年11月6日 - 湟中県が区制施行し、湟中区となる。(5区1県1自治県)

## 気候
ケッペンの気候区分ではステップ気候に属し、標高2,275mに位置する高原都市のため、夏涼しく、冬は非常に寒い。1月の平均気温は－6.5度、7月の平均気温は17.7度、年平均気温は6.7度、年間降水量は373.8mmである。
| 西寧 (1971-2000)の気候                       | 西寧 (1971-2000)の気候 | 西寧 (1971-2000)の気候 | 西寧 (1971-2000)の気候 | 西寧 (1971-2000)の気候 | 西寧 (1971-2000)の気候 | 西寧 (1971-2000)の気候 | 西寧 (1971-2000)の気候 | 西寧 (1971-2000)の気候 | 西寧 (1971-2000)の気候 | 西寧 (1971-2000)の気候 | 西寧 (1971-2000)の気候 | 西寧 (1971-2000)の気候 | 西寧 (1971-2000)の気候 |
| 月                                           | 1月                    | 2月                    | 3月                    | 4月                    | 5月                    | 6月                    | 7月                    | 8月                    | 9月                    | 10月                   | 11月                   | 12月                   | 年                     |
| -------------------------------------------- | ---------------------- | ---------------------- | ---------------------- | ---------------------- | ---------------------- | ---------------------- | ---------------------- | ---------------------- | ---------------------- | ---------------------- | ---------------------- | ---------------------- | ---------------------- |
| 平均最高気温 °C （°F）                       | 1.4 (34.5)             | 4.3 (39.7)             | 9.5 (49.1)             | 15.9 (60.6)            | 19.8 (67.6)            | 22.6 (72.7)            | 24.6 (76.3)            | 23.9 (75)              | 19.0 (66.2)            | 13.9 (57)              | 7.8 (46)               | 2.8 (37)               | 13.8 (56.8)            |
| 平均最低気温 °C （°F）                       | −13.6 (7.5)            | −10.0 (14)             | −3.7 (25.3)            | 1.9 (35.4)             | 6.3 (43.3)             | 9.5 (49.1)             | 11.5 (52.7)            | 11.1 (52)              | 7.5 (45.5)             | 1.5 (34.7)             | −5.6 (21.9)            | −11.6 (11.1)           | 0.4 (32.7)             |
| 降水量 mm （inch）                           | 1.2 (0.047)            | 2.2 (0.087)            | 7.0 (0.276)            | 19.0 (0.748)           | 43.0 (1.693)           | 59.2 (2.331)           | 88.2 (3.472)           | 74.0 (2.913)           | 54.4 (2.142)           | 20.5 (0.807)           | 3.9 (0.154)            | 1.2 (0.047)            | 373.8 (14.717)         |
| % 湿度                                       | 45                     | 44                     | 47                     | 48                     | 53                     | 60                     | 65                     | 66                     | 68                     | 63                     | 54                     | 49                     | 55                     |
| 平均月間日照時間                             | 209.8                  | 204.9                  | 222.5                  | 241.0                  | 253.9                  | 236.5                  | 243.8                  | 244.4                  | 196.9                  | 208.1                  | 212.7                  | 201.2                  | 2,675.7                |
| 出典：中国气象局 国家气象信息中心 2009-09-10 |                        |                        |                        |                        |                        |                        |                        |                        |                        |                        |                        |                        |                        |

## 交通
1. 高速道路
  - 京蔵高速道路
  - 平西高速公路
  - 西湟一級公路
  - 湟倒一級公路
  - 西塔高速公路
  - 寧大高速公路
  - 馬平高速公路
  - 平阿高速公路
2. 道路
  - G109国道（青蔵公路）
  - G214国道
  - G227国道
  - G315国道
3. 鉄道
  - 蘭新線第二複線
  - 蘭青線
  - 青蔵線
  - 西寧駅
4. 都市鉄道
  - 西寧軌道交通（計画中）
5. 航空
  - 西寧曹家堡空港
  - 西寧楽家湾空港

## 教育
- 青海大学
- 青海師範大学
- 青海医学院
- 青海民族大学

## 観光
- タール寺 六大チベット仏教寺院のひとつ。
- 文成公主記念碑 日月峠にある。
- 青海湖